# Dębno (gromada w powiecie brzeskim)
Dębno – dawna gromada, czyli najmniejsza jednostka podziału terytorialnego Polskiej Rzeczypospolitej Ludowej w latach 1954–1972.
Gromady, z gromadzkimi radami narodowymi (GRN) jako organami władzy najniższego stopnia na wsi, funkcjonowały od reformy reorganizującej administrację wiejską przeprowadzonej jesienią 1954 do momentu ich zniesienia z dniem 1 stycznia 1973, tym samym wypierając organizację gminną w latach 1954–1972.
Gromadę Dębno z siedzibą GRN w Dębnie utworzono – jako jedną z 8759 gromad na obszarze Polski – w powiecie brzeskim w woj. krakowskim, na mocy uchwały nr 19/IV/54 WRN w Krakowie z dnia 6 października 1954. W skład jednostki weszły obszary dotychczasowych gromad Dębno, Jastew, Wola Dębińska i Maszkienice ze zniesionej gminy Dębno w tymże powiecie. Dla gromady ustalono 27 członków gromadzkiej rady narodowej.
31 grudnia 1961 do gromady Dębno przyłączono wsie Sufczyn i Perła ze zniesionej gromady Sufczyn.
Gromada przetrwała do końca 1972 roku, czyli do kolejnej reformy gminnej. 1 stycznia 1973 reaktywowano gminę Dębno z siedzibą gminnej rady narodowej w Dębnie (obecnie siedziba gminy znajduje się w Woli Dębińskiej).